# Prefettura di Yamaguchi
Yamaguchi (山口県?, Yamaguchi-ken) è una prefettura giapponese con circa 1,5 milioni di abitanti, si trova nella regione di Chūgoku, sull'isola di Honshū. Il suo capoluogo è l'omonima città Yamaguchi.
Confina con le prefetture di Hiroshima e Shimane.